# 福保站 (昆明市)
福保站是昆明地铁5号线的地铁车站，位于中华人民共和国云南省昆明市官渡区环湖东路与福保路交叉口东南侧，于2022年6月29日开通。

## 车站结构
福保站位于环湖东路与福保路交叉口东南侧，沿环湖东路西侧设置，呈南北走向，为地下两层岛式站台车站，车站长244.92米，标准段宽19.7米，车站地下一层为站厅层，地下二层为站台层，站台设置全高站台门。
| 地面              | 出入口 | A、B出入口 |
| 地下一层          | 站厅   | 客服中心、自动售票机、验票机                                                                                      |
| 地下二层          | 站台   | \| \| \| █ 5号线往世博园（金家河） \| \| 島式 · 開左邊车门 \| \| \| \| \| \| █ 5号线往宝丰（滇池国际会展中心） \| |
|                   |        | █ 5号线往世博园（金家河）                                                                                         |
| 島式 · 開左邊车门 |        | |
|                   |        | █ 5号线往宝丰（滇池国际会展中心）                                                                                 |

## 出入口
福保站共有2个出入口，各出口及周围设施如下所示：
| 编号                  | 地点     | 建议前往的目的地                                               | 照片 |
| --------------------- | -------- | -------------------------------------------------------------- | ---- |
| 出口 · A · 升降机标志 | 环湖东路 | 山海湾、中海半岛华府、万科五百里、上海师范大学附属官渡实验学校 |      |
| 出口 · B              | 环湖东路 |                                                                |      |
| 註： 設有             |          |                                                                |      |

## 接驳交通

### 公交车
- 范家村(环湖东路)：K28路，K31路
- 环湖东路口(福保路)：32路

## 车站历史
- 2018年1月31日，车站主体结构封顶[2]。
- 2022年6月29日，车站随5号线通车开通[1]。

## 其他
本站主体位于环湖东路西侧，出入口也均在路西侧设置，路东侧居民多次反映要求在环湖东路东侧增设出入口或过街天桥，但官方回复由于与环湖东路路基设施冲突、资金不足等原因暂无实施条件。